# Aleksander Małecki (dyplomata)
Aleksander Julian Małecki (ur. 7 października 1916, zm. 11 listopada 2009) – polski dyplomata, ambasador w Grecji i Socjalistycznej Federacyjnej Republice Jugosławii.

## Życiorys
Aleksander Małecki był z pochodzenia Żydem. W sierpniu 1942 został skierowany do byłego oficera Wojska Polskiego Bronisława Majewskiego, który wyrobił mu dokumenty i do sierpnia 1944 pomagał bezinteresownie w innych sprawach. Po wojnie Małecki został kierownikiem Wydziału Szkoleniowego Izby Rzemieślniczej w Warszawie. Od 1956 do 1959 był ambasadorem PRL w Grecji, zaś od 1959 do 1965 w Jugosławii. Występował także pod nazwiskiem Bystry.
Pochowany na cmentarzu ewangelicko-augsburskim w Warszawie.

## Odznaczenia
- Krzyż Komandorski Orderu Odrodzenia Polski (1964)[5]